# Áyios Yeóryios (ort)
Áyios Yeóryios är en ort i Grekland.   Den ligger i prefekturen Nomós Voiotías och regionen Grekiska fastlandet, i den centrala delen av landet, 80 km nordväst om huvudstaden Aten. Áyios Yeóryios ligger 267 meter över havet och antalet invånare är 2 045.
Terrängen runt Áyios Yeóryios är varierad. Runt Áyios Yeóryios är det ganska glesbefolkat, med 27 invånare per kvadratkilometer. Närmaste större samhälle är Livadeiá, 6,5 km nordväst om Áyios Yeóryios. 